# Manfred A. Biondi
Manfred A. Biondi (Carlstadt, 5 marzo 1924 – 28 settembre 2016) è stato un fisico statunitense.

## Biografia
Nato a Carlstadt, New Jersey nel 1924,dopo aver conseguito la laurea nel 1944 e, nel 1949 sempre presso il Massachusetts Institute of Technology il Dottorato di ricerca in fisica, 
Manfred Biondi lavorò per la Westinghouse Electric, divenendo anche direttore del dipartimento di fisica.
Dal 1960 al 1986 fu professore di fisica presso l'Università di Pittsburgh, ricoprendo infine il ruolo di docente emerito.
Nel 1984 ottenne il Premio Davisson-Germer per le sue ricerche nell'ambito dei processi di collisione di elettroni e ioni tramite tecniche sperimentali innovative.

## Premi
- Premio Davisson-Germer nel 1984[3]